# Diagram Feynmana

Diagram Feynmana

Diagram Feynmana – sposób graficznego zapisu pewnych równań fizycznych wymyślony przez Richarda Feynmana. 
W niektórych zastosowaniach (fizyka cząstek elementarnych, funkcje Greena) problemem porównywalnym z trudnością wykonywania obliczeń jest problem znalezienia wyrażeń, które mają być obliczone. Feynman rozwiązał ten problem proponując, aby pewnym typom wyrażeń przyporządkować określone elementy graficzne (fragmenty grafów), w ten sposób znajdowanie potrzebnych wyrażeń sprowadził do znajdowania grafów o zadanych parametrach (korzystając z reguł konstrukcji grafów zależnych od dziedziny zastosowania). 

## Przykłady
Jednym z podstawowych procesów elektrodynamiki kwantowej w czasoprzestrzeni jest absorpcja/emisja fotonu przez elektron (ogólnie: cząstkę obdarzoną ładunkiem): .
Obracając ten proces pod różnymi "kątami" lub łącząc go w kaskady uzyskuje się wszystkie zjawiska opisywane przez tę teorię. W poniższych obrazkach linie proste to elektrony, linie faliste to fotony (symbol {\displaystyle \gamma }). Symbol e− oznacza elektron, a  e+ – pozyton (antyelektron). 
Odpychanie elektronów: 
Anihilacja elektronu i pozytonu: 
Tzw. polaryzacja próżni: 
Każdy z takich diagramów daje informację o prawdopodobieństwach przemian cząstek. Aby obliczyć prawdopodobieństwo przejścia od jednego stanu kwantowego do drugiego, należy dodać do siebie wkłady od wszystkich diagramów rozpoczynających się jednym stanem a kończących drugim.

Bezspinowe diagramy Feynmana dla reakcji pozyton-elektron

Innym przykładem problemu dla szczególnego przypadku elektrodynamiki kwantowej jest znalezienie przekroju czynnego na oddziaływanie elektron-pozyton, które może zachodzić na wiele sposobów. W pierwszym rzędzie rachunku zaburzeń wkład elektromagnetyczny będzie pochodził od dwóch rodzajów oddziaływania:
- wymiana fotonu (czyli oddziaływanie elektromagnetyczne)
- proces anihilacja-kreacja

Każdy z tych dwóch przypadków może zostać zrealizowany na 16 sposobów (z czego niektóre są niemożliwe z uwagi na zasady zachowania lub inne związki symetrii) związanych z orientacją spinów oddziałujących cząstek.